# Festival interceltique de Lorient 2021
La 50e édition du Festival interceltique de Lorient se déroule du 6 au 15 août 2021. La Bretagne est la nation celte mise à l'honneur pour cette édition anniversaire. Initialement prévue du 7 au 16 août 2020, cette édition est reportée en raison la pandémie de Covid-19.

## Préparation

### Pays invité
Le pays invité pour cette 50e édition reste la Bretagne, comme prévu initialement. L'annonce officielle du pays invité pour l'« édition 2020 » a lieu le mercredi 7 août 2019, lors de l'édition de 2019. À cette occasion, le directeur Lisardo Lombardía dévoile à la presse l'autocollant qui promeut l'édition du cinquantenaire du FIL, annonçant en même temps les dates du festival et l'invitation de la Bretagne. Le visuel est très sobre, en noir, blanc et or, reprenant des codes culturels de la région, avec l'hermine et les bandes du drapeau de la Bretagne, des triskèles et une carte stylisée de la péninsule armoricaine en arrière-plan. Le slogan est « Année de la Bretagne : 50 ans au cœur du monde celte ».
L'affiche, créée par l'entreprise lorientaise Orignal communication, est dévoilée le 21 janvier 2020. Elle reprend les éléments de l'autocollant, combinés à un phare et des cornemuses, clin-d’œil à la première Fête des Cornemuses en 1971. À cela s'ajoutent divers éléments rappelant la Bretagne, tels que des vaguelettes et des pointes de nacres pour respectivement évoquer la maritimité et les coquillages ou encore le gwenn ha du flottant en miroir.
Tous les visuels sont actualisés après l'annonce du report de l'édition 2020 en 2021.

### Programmation
La 50e édition du Festival interceltique de Lorient se déroule du 6 au 15 août 2021.
En raison des mesures de confinement liées à l' épidémie de Covid-19, l'organisation du festival est contrainte d'annuler l'édition d'août 2020. Le Conseil d’Administration du FIL a pris la décision de reporter d'un an sa 50e édition et son 50e anniversaire à la suite de l’annonce du Premier ministre devant l’Assemblée nationale, le 28 avril 2020, indiquant que « les grandes manifestations sportives, culturelles, notamment les festivals, les grands salons professionnels, tous les évènements qui regroupent plus de 5000 participants et font à ce titre l’objet d’une déclaration en préfecture et doivent être organisés longtemps à l’avance, ne pourront se tenir avant le mois de septembre ».

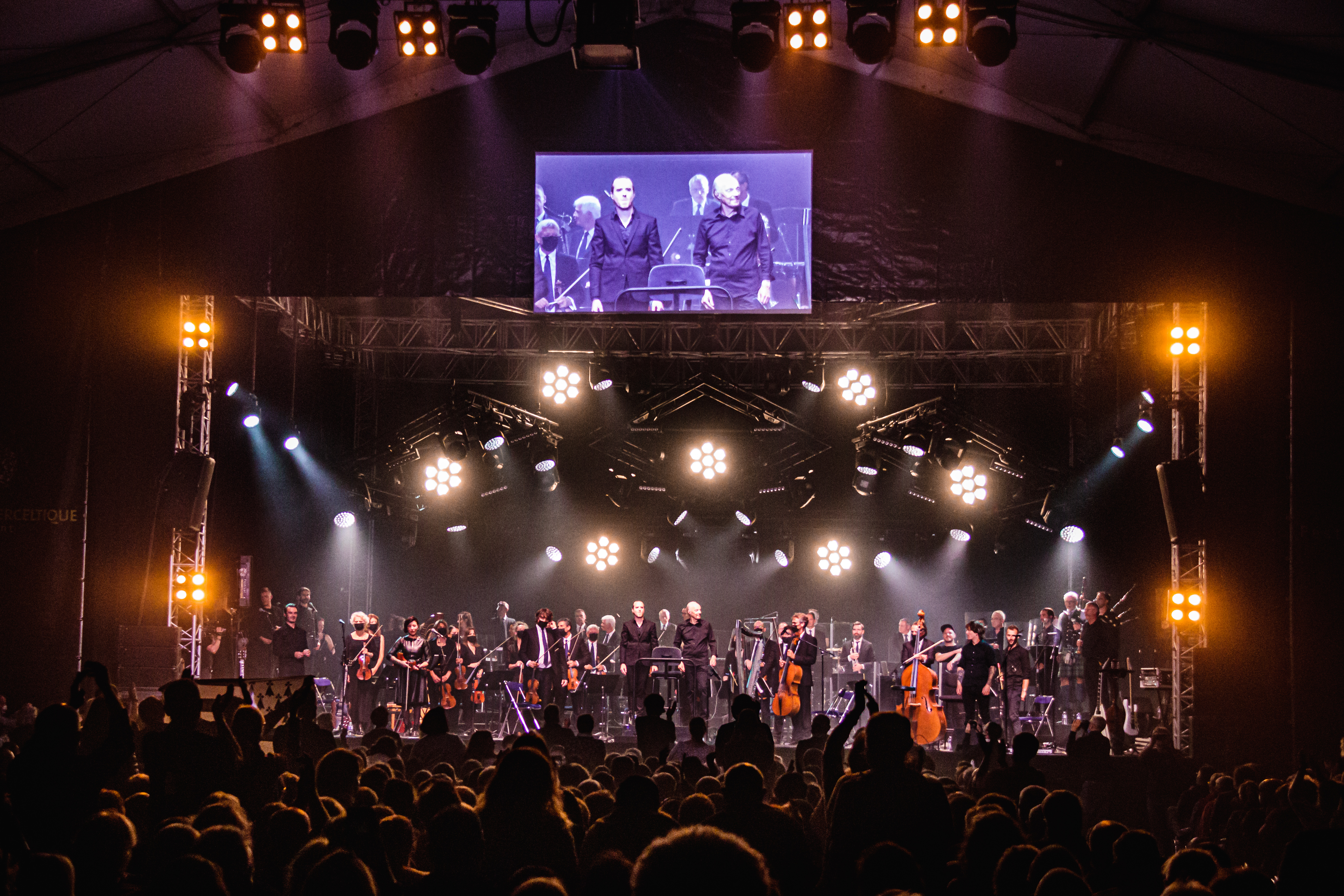
Alan Stivell et l'orchestre national de Bretagne à l'Espace Marine.

Dans le même temps, la programmation est dévoilée, la grande majorité des artistes prévus en 2020 ayant confirmé leur volonté de participer au festival l’année suivante pour fêter l’année de la Bretagne et 50 ans d’interceltisme. Parmi les artistes annoncés, on compte, en têtes d'affiche, Gilles Servat (le 7 août), Denez Prigent (+ invités) (le 8 août), Sharon Shannon (le 10 août), Alan Stivell (le 11 août), Dan Ar Braz (+ invitées Clarisse Lavanant et Morwenn Le Normand) (le 12 août), Youn Kamm (le 13 août), Carlos Núñez (le 14 août), The Chieftains & Friends, le Bagad de Lann-Bihoué, Dominique Dupuis, Carré Manchot, le duo Ronan Le Bars et Nicolas Quemener, Sonerien Du, Djiboudjep, José Ángel Hevia, et beaucoup d'autres,. (Initialement annoncés, les artistes rayés n'ont pas pu être confirmés dans la programmation définitive.) 
Le rassemblement de voiliers, la « course de l'amitié », doit par ailleurs faire escale les 12 et 13 août dans le festival comme lors de l'édition 2017.

### Sites et infrastructures
Un nouvel espace de fête, baptisé « Pavillon 50e », doit permettre de découvrir la gastronomie bretonne et d'écouter tout au long de la journée de nombreux artistes. Le concours du Trophée Loïc Raison, qui récompense les nouveaux talents de la musique celtique, s'y installera. Le Quai de la Bretagne, quant à lui, sera redimensionné pour un meilleur accueil et confort des festivaliers, avec pour objectif d'en faire le point névralgique de la célébration de la Bretagne.